# Wiesław Barczewski
Wiesław Barczewski (ur. 10 grudnia 1957 w Krakowie) – szopkarz krakowski, z zawodu inżynier mechanik. 
W Konkursie szopek krakowskich uczestniczy od 1980 roku. Specjalizuje się w szopkach małych i miniaturowych. Wielokrotny laureat pierwszej nagrody w kategoriach szopek miniaturowych i małych. Jest autorem ponad 100 szopek, w tym egzemplarza, który znajdował się w posiadaniu królowej brytyjskiej. Jego dzieła znajdują się też m.in. w kolekcji Muzeum Historycznego Miasta Krakowa.
Jest autorem książki Szczypta iluzji, trochę kleju, czyli jak się robi szopkę krakowską (Kraków 2005, ISBN 83-60293-14-7).
W 2022 został odznaczony odznaką honorową „Zasłużony dla Kultury Polskiej”. W 2025 otrzymał Złoty Krzyż Zasługi.
Jest założycielem stowarzyszenia Towarzystwo Prądnickie, które powołał do życia w 1999 roku i przez 11 lat pełnił w nim funkcję prezesa.